# Tabanus rousselii
Tabanus rousselii är en tvåvingeart som beskrevs av Macquart 1839. Tabanus rousselii ingår i släktet Tabanus och familjen bromsar. Inga underarter finns listade i Catalogue of Life.